# Nel tempo e oltre, cantando
Nel tempo e oltre, cantando è un disco del gruppo rock dei Gang e del gruppo di ricerca e canto popolare La Macina, gruppo storico marchigiano di Gastone Pietrucci, in cui vengono rielaborati i rispettivi repertori.

## Tracce
1. Le radici e le ali
2. Kowalsky
3. Stavo in bottega che lavoravo.../La pianura dei sette fratelli
4. Caridà, caridà ssignora
5. Iside
6. Cecilia
7. Cioetta cioetta
8. Sesto San Giovanni
9. È ffinidi i bozzi boni
10. Fra giorno e notte so' ventiquattrore
11. Eurialo e Niso

## Componenti
- La Macina: 
  - Gastone Pietrucci - voce
  - Adriano Taborro - chitarra, mandolino, voce
  - Marco Gigli - chitarra, voce
  - Roberto Picchio - fisarmonica
  - Giorgio Cellinese - coordinatore
- Gang:
  - Marino Severini - voce, chitarra
  - Sandro Severini - chitarra elettrica
  - Francesco Caporaletti - basso
  - Paolo Mozzicafreddo - batteria
  - Fabio Verdini - organo, tastiere